# Giosuè Zilocchi
Giosuè Zilocchi (född 15 januari 1997) är en italiensk rugby union spelare. Hans position är Prop och han spelar för Zebre Rugby i Parma, Italien. 